# Mycetaspis sphaerioides
Mycetaspis sphaerioides är en insektsart som först beskrevs av Cockerell 1895.  Mycetaspis sphaerioides ingår i släktet Mycetaspis och familjen pansarsköldlöss. Inga underarter finns listade i Catalogue of Life.